# Piotr Kobylański
Piotr Kobylański (ok. 1823–1868) – adwokat, członek Rządu Narodowego w powstaniu styczniowym.
Po ukończeniu prawa w Petersburgu został sekretarzem I Departamentu Senatu Rosji. Od 1851 przebywał w Warszawie, w 1857 został radcą dworu i wiceprezesem Trybunału Handlowego. Po masakrze demonstrantów przez wojsko rosyjskie 27 lutego 1861 podał się do dymisji ze stanowisk rządowych. W maju 1863 został szefem Wydziału Spraw Wewnętrznych Rządu Narodowego. Był autorem dekretu o trybunałach rewolucyjnych. Kolejny rząd pod prezesurą Karola Majewskiego powierzył mu funkcję  prokuratora przy Trybunale Rewolucyjnym. We wrześniu wszedł w skład rządu, obejmując referaty skarbu i prasy. 1 listopada zrezygnował z udziału w pracach rządu opuścił Warszawę. W marcu 1864 został aresztowany w Wiedniu i wydany władzom rosyjskim. Uwięziony w Cytadeli Warszawskiej. Obciążony zeznaniami Oskara Awejde. Skazany wyrokiem sądu wojennego na karę śmierci, zamienioną na 15 lat ciężkich robót w kopalniach na katordze. Zesłany na Syberię. Zmarł w Usolu.